# James Keegstra
James Keegstra (Vulcan, 30 marzo 1934 – Red Deer, 2 giugno 2014) è stato un insegnante e politico canadese di Eckville, in Canada, che è stato accusato e condannato per incitamento all'odio nel 1984. La condanna è stata annullata dalla Corte d'Appello dello Stato di Alberta ma ristabilita dalla Corte Suprema del Canada di R v Keegstra. La decisione ha ricevuto una notevole attenzione internazionale ed è diventata un caso legale canadese di riferimento a sostegno della costituzionalità delle leggi canadesi nei confronti dei reati di incitamento all'odio.

## Biografia
Keegstra nacque da genitori immigrati olandesi che erano membri devoti della Chiesa riformata olandese. Keegstra era un meccanico d'auto, un ex sindaco e un insegnante di liceo nella città di Eckville. Morì a Red Deer, il 2 giugno 2014 e lasciò quattro figli.

## Questioni legali

### Udienza
Nel 1984, Keegstra è stato privato dell'abilitazione all'insegnamento, ed accusato ai sensi del codice penale di "promuovere deliberatamente l'odio contro un gruppo identificabile", insegnando ai suoi studenti di studi sociali che l'Olocausto era una frode e attribuendo varie qualità malvagie agli ebrei. Ha quindi descritto gli ebrei ai suoi allievi come "traditori", "sovversivi", "sadici", "amanti del denaro", "affamati di potere" e "assassini di bambini". Ha insegnato alle sue classi che il popolo ebraico cerca di distruggere il cristianesimo ed è responsabile di depressioni, anarchia, caos, guerre e rivoluzioni. Secondo Keegstra, gli ebrei "crearono l'Olocausto per ottenere simpatia" e, in contrasto con i cristiani, si diceva che fossero ingannevoli, segreti e intrinsecamente malvagi. Insegnò ai suoi studenti il mito della cospirazione mondiale ebraica il cui progetto presumibilmente proveniva dal Talmud. Keegstra si aspettava che i suoi studenti riproducessero i suoi insegnamenti in classe e durante gli esami: in caso contrario, i loro voti ne risentivano.
Keegstra ha tentato di far annullare questa accusa in quanto violazione della sua libertà di espressione; questa mozione è stata respinta, ed è stato condannato al processo. Molti dei suoi ex studenti hanno testimoniato contro di lui, dichiarando pubblicamente che Keegstra aveva portato discredito alla loro città; le persone del luogo non sono state in grado di mettere sotto accusa Keegstra come sindaco che invece è stato votato a stragrande maggioranza nella tornata elettorale successiva.

### Ricorsi
Keegstra ha impugnato questa condanna, sostenendo che era in violazione della Sezione 2(b) della Carta canadese dei diritti e delle libertà. Questa sezione garantisce "libertà di pensiero, credo, opinione ed espressione, inclusa la libertà di stampa e altri mezzi di comunicazione". Keegstra ha anche impugnato la sua condanna in base al fatto che l'articolo 319, paragrafo 3, lettera a), del codice penale, che stabilisce che una persona non può essere condannata per promozione dell'odio se stabilisce che l'affermazione è vera, ma solo quando l'imputato dimostra la verità delle dichiarazioni comunicate su un bilancio di probabilità, era una violazione dell'articolo 11(d) della Carta. Tale sezione garantisce "il diritto di essere presunto innocente fino a prova contraria a norma di legge in un'udienza equa e pubblica da parte di un tribunale indipendente e imparziale". Keegstra non è stato in grado di dimostrare la verità delle molte affermazioni antisemite che ha fatto ai suoi studenti, su un bilancio di probabilità. Nella presentazione di CBC News Canada's Hate Law: The Keegstra Case (1991), Keegstra stesso ha mostrato il materiale in cui sono state ottenute le sue opinioni, ammettendo che nulla di tutto ciò proveniva da fonti storiche tradizionali.
L'appello di Keegstra ha infine raggiunto la Corte Suprema del Canada, nel caso R v Keegstra. Nel dicembre 1990, la Corte ha confermato la condanna di Keegstra, stabilendo che il divieto di legge riguardo alla propaganda dell'odio e alla soppressione della libertà di espressione di Keegstra era costituzionale. La maggior parte dei giudici ha considerato l'incitamento all'odio non come un crimine senza vittime, ma come un potenziale danno psicologico, umiliante ed a rischio di violenza.

### Condanna
Al processo iniziale, Keegstra è stato multato di 5 000 $. Una successiva decisione della Corte d'Appello dell'Alberta ha ridotto la sentenza a un anno con la sospensione della pena, un anno di libertà vigilata e 200 ore di lavoro socialmente utile. Mentre la Corte Suprema ha confermato la condanna originale e la costituzionalità della legge, la stessa Corte Suprema non ha ripristinato la sentenza originale.

## Il Social Credit Party
Keegstra è stato un attivista di lunga data nel Social Credit Party of Canada ed è stato candidato per il partito nelle elezioni federali di Red Deer del 1972, 1974 e 1984 arrivando all'ultimo posto in ogni tornata. Nel 1983, il leader del partito, Martin Hattersley, sospese l'adesione di Keegstra e tentò di espellerlo a causa del suo attivismo antisemita; quando il partito ha votato per reintegrare Keegstra, Hattersley si è dimesso, dicendo: "Semplicemente non posso essere il leader di un partito che ha persone accettate nei suoi ranghi che esprimono pubblicamente opinioni di quel tipo".
Nel 1986, Keegstra corse senza successo per la leadership del partito con il sostegno del suprematista bianco Don Andrews e del negazionista dell'Olocausto Ernst Zündel. Ha perso per 67 voti contro 38 nei confronti di Harvey Lainson, un ministro evangelico dell'Ontario. Keegstra è stato il leader ad interim del partito nel luglio 1987, dopo che l'esecutivo nazionale del partito ha estromesso Lainson per la sua chiamata a rinominare il partito "Christian Freedom". Lainson si rifiutò di abbandonare la leadership e Keegstra fu espulso dal Social Credit Party e dal suo successore, il Christian Freedom Social Credit Party a settembre.

## Nella cultura popolare
Il film americano del 1988, Evil in Clear River era basato sul caso Keegstra. Il film descriveva un insegnante e sindaco di una piccola città canadese che insegnava idee antisemite ai suoi studenti, gli sforzi della madre di uno dei suoi studenti per fermarlo, e il licenziamento dell'insegnante e l'accusa. Randy Quaid ha interpretato il personaggio basato su Keegstra e Lindsay Wagner ha interpretato la madre.